# Roger I. (Carcassonne)
Roger I. († 1012) genannt le Vieux (der Alte) war seit etwa 957 Graf von Carcassonne, Couserans, eines Teils von Comminges und Herr von Foix. Roger war der älteste Sohn des Grafen Arnaud I. von Comminges-Couserans und dessen Ehefrau, der Gräfin Arsinde von Carcassonne-Razès.
Als Haupterbe seiner Eltern gehörte Roger seiner Zeit zu den mächtigsten Adligen Septimaniens und der Pyrenäen. Seine Macht erlaubte es ihm, die Vasallität seiner Familie zu den Grafen von Toulouse abzuschütteln. Zeitweise nannte er sich selbst marchio (Markgraf) und ab 1002 princeps Carcassonne (Fürst von Caracassone), was einen Herrschaftsanspruch auch über andere Feudalherren der Region implizierte.
Sein größter Konkurrent war Oliba Cabreta, Graf von Cerdanya und Besalú, der ebenfalls seine Macht in die Region des Razès ausdehnen wollte. Roger und sein Bruder Odo von Razès mussten ihm die Territorien von Sault, Peyrepertuse, Donezan und Capcir abtreten. Erst nach Olibas Tod in Italien um 990 konnte sich Roger gegen dessen Söhne durchsetzen.
Roger der Alte gilt als Erbauer einer Wehranlage auf dem „Roc de Foix“ (Fels von Foix), am Zusammenfluss des Arget in die Ariège, die erstmals in Urkunden aus dem Jahr 987 belegt ist. Die neue Burg lag dort der karolingischen Abtei St. Volusien gegenüber. Unter Rogers Nachkommen, die die Burg um drei Türme erweiterten, wurde sie zur Hauptresidenz seines Geschlechts und zum Zentrum der gleichnamigen Grafschaft.
Graf Roger der Alte starb 1012 und wurde, wie auch seine Frau, in der Abtei Saint-Hilaire bei Limoux bestattet. Diese Abtei, ursprünglich dem Heiligen Saturnin von Toulouse gewidmet, genoss eine langjährige Förderung durch Roger den Alten. Nachdem 970 in der Klosterkirche durch Grabungen, die der Graf veranlasst hatte, die Gebeine des Heiligen Hilarius von Carcassonne entdeckt worden waren, wurde die Abtei diesem gewidmet und den Regeln des Heiligen Benedikt unterstellt. Auch die Legende nahm sich der Verbindung des Grafen zu dem heiligen ersten Bischof von Carcassonne an, als Graf Roger am Fluss Lauquet eine Schlacht gegen seinen Rivalen Oliba Cabreta schlug. Als Roger kurz davor stand den Kampf zu verlieren, soll er zu St. Hilarius um Schutz gebetet haben. Der Heilige erschien darauf, in ein strahlendes Gewand gehüllt, mit einem Heer auf dem Schlachtfeld und schlug Oliba in die Flucht.

## Familie und Erbregelung
Roger der Alte war mit Adelais (Adelaides/Adélaïde) verheiratet, die vermutlich die Witwe seines Onkels Graf Roger I. von Comminges war. Ihre Kinder waren:
- Raimund I. Roger († vor April 1011), seine Nachkommen waren die Grafen von Carcassonne
- Bernard Roger (* 981, † 1036/1038), Nachfolger als Graf von Couserans und Herr von Foix
- Peter Roger († 1. August 1050), von 1010 bis 1050 Bischof von Girona, ab 1034 Graf eines Teils von Carcassonne
- Arsinde († nach 993), verheiratet mit Vizegraf Wilhelm II. von Béziers
- Ermessenda († 1. März 1058), verheiratet seit 993 mit Graf Raimund Borrell von Barcelona

Gemäß Rogers Testament wurde sein Erbe unter den zwei älteren Söhnen aufgeteilt. Der älteste, Raimund I. Roger, sollte die Grafschaft Carcassonne bekommen; da er aber schon vor seinem Vater starb, folgten des Alten Enkelsöhne Peter Raimund und Wilhelm Raimund. Rogers zweiter Sohn, Bernard Roger, bekam Couserans sowie Burg und Land um Foix.
Roger wurde damit Stammvater zweier Linien seiner Dynastie. Das besondere aber war Rogers Verfügung, dass eine Linie die andere beerben sollte, falls eine von beiden in männlicher Linie aussterben sollte. Das Erbrecht von Frauen, das in dieser Zeit bereits üblich war, sollte dabei ignoriert werden. Auf diese Weise suchte Roger die herausragende Macht seiner Dynastie in der Region zu bewahren.
Seinen Anteil an Comminges vermachte Roger vermutlich seinem Stiefsohn Arnaud II. von Comminges.